# Ossato
Ossato  (ou Osaato, Asoto) est un village du Cameroun situé dans le département du Manyu et la Région du Sud-Ouest, à proximité de la frontière avec le Nigeria. Il fait partie de la commune d'Akwaya.

## Localisation
Ossato est localisé à 6° 12' 30 N et 9° 40' 47 E, à environ 234 km de distance de Buéa, le chef-lieu de la Région du Sud-Ouest, et à 330 km de Yaoundé, la capitale du Cameroun.

## Population
La localité comptait 326 habitants en 1953 (en incluant Akala Boh) et 242 en 1967, principalement des Assumbo du clan Ama.
Lors du recensement de 2005, on y a dénombré 458 habitants dont 220 hommes et 238 femmes.